# Franciszek Januszewicz
Franciszek Januszewicz (ur. 14 września 1918 w Wilnie, zm. 4 maja 1977) – polski duchowny i działacz ewangelikalny, członek władz naczelnych Związku Chrześcijan Wiary Ewangelicznej, a następnie Zjednoczonego Kościoła Ewangelicznego w Polskiej Rzeczypospolitej Ludowej. 

## Życiorys
Pochodził z rodziny katolickiej. W 1937 roku przyjął chrzest w zborze Chrześcijan Wiary Ewangelicznej w Wilnie, zaś już od 1938 roku rozpoczął głoszenie zarówno w Wilnie jak i innych miastach regionu. W latach 1944–1945 był sekretarzem Zboru w Wilnie oraz zastępcą prezbitera okręgowego na okręg wileński. W lutym 1945 roku repatriował się do Polski i zamieszkał w Łodzi. 
W latach 1946–1953 piastował funkcję sekretarza zarządu Związku Chrześcijan Wiary Ewangelicznej, a także był współorganizatorem zboru w Łodzi. 1 września 1946 roku został ordynowany na urząd prezbitera. Po włączeniu Związku Chrześcijan Wiary Ewangelicznej do Zjednoczonego Kościoła Ewangelicznego w Polskiej Rzeczypospolitej Ludowej był w latach 1953–1956 prezbiterem okręgowym i skarbnikiem Naczelnej Rady Kościoła. 
Został aresztowany we wrześniu 1950 roku w ramach Akcji „B”. Zwolniony został 5 lutego 1952 roku z powodu braku dowodów winy. W 1956 roku opuścił struktury ZKE. Wrócił w roku 1962. 

## Źródła
- E. Czajko, Franciszek Januszewicz, „Chrześcijanin” 1977, Nr 9, s. 21-22.
- Leszek Jańczuk. Aresztowanie 199 ewangelikalnych duchownych we wrześniu 1950 roku. „Gdański Rocznik Ewangelicki”. XV, s. 24-49, 2021.
- Leszek Jańczuk. Próba rozłamu w Zjednoczonym Kościele Ewangelicznym w 1956 roku. „Rocznik Teologiczny”. 2, s. 419-442, 2022.
- Henryk Ryszard Tomaszewski: Zjednoczony Kościół Ewangeliczny 1947–1987. Warszawa: KOMPAS II, 2009, s. 91-94. ISBN 978-83-925744-5-3.